# Осада Вышгорода (1173)
Осада Вышгорода — неудачный военный поход войск Андрея Боголюбского и его союзников в 1173 году, ставший последним из походов, предпринятых Андреем после неудачной осады Новгорода (1170) и непопулярного у знати похода против волжских булгар (1171).

## Смена власти в Киеве
После смерти на киевском княжении Глеба Юрьевича (1171) Киев по приглашению младших Ростиславичей и втайне от Андрея и от другого главного претендента на Киев — Ярослава Изяславича Луцкого занял Владимир Мстиславич, но вскоре умер. Андрей отдал киевское княжение старшему из смоленских Ростиславичей — Роману. В 1173 году Андрей потребовал от Романа выдачи киевских бояр, заподозренных в отравлении Глеба Юрьевича, но тот отказался. В ответ Андрей приказал ему вернуться в Смоленск, тот послушался. Андрей отдал Киев своему брату Михаилу Юрьевичу, но тот вместо себя послал в Киев брата Всеволода и племянника Ярополка. Всеволод просидел в Киеве 5 недель и был взят в плен Давыдом Ростиславичем. В Киеве ненадолго вокняжился Рюрик Ростиславич.

## Переформирование коалиций
Ростиславичи осадили в Торческе Михаила, и тот подчинился им, за что они обещали ему Переяславль, в котором тогда сидел сын Глеба Юрьевича Владимир.
Изменение расстановки сил привело к тому, что находившийся у своего тестя в Чернигове галицкий княжич Владимир Ярославич, перед этим бежавший от отца на Волынь, оказался на положении пленника, и был выдан Ростиславичам, а ими уже отправлен в Галич. В порядке обмена Ростиславичи отпустили Всеволода Юрьевича, удержали Ярополка Ростиславича, а его старшего брата Мстислава выгнали из Треполя в Чернигов. После этих событий Андрей через своего мечника Михна потребовал и от младших Ростиславичей «в Русской земле не быти»: от Рюрика — уйти к брату в Смоленск, от Давыда — в Берладь. Тогда младший из Ростиславичей, Мстислав Храбрый, передал князю Андрею, что прежде Ростиславичи держали его как отца «по любви», но не допустят, чтобы с ними обращались, как с «подручниками», и остриг бороду послу Андрея, чем дал повод началу военных действий.

## Поход

Вышгородский детинец (реконструкция)

Кроме войска Владимиро-Суздальского княжества, в походе участвовали полки из муромского, рязанского, туровского, полоцкого и городенского княжеств, новгородской земли, князья Юрий Андреевич, Михаил и Всеволод Юрьевичи, Святослав Всеволодович, Игорь Святославич. Даже Роману смоленскому, всегда стремившемуся избегать конфликтов, пришлось послать свой полк. По предположению Соловьёва С. М., кандидатом на киевский престол от Андрея мог быть Святослав Всеволодович черниговский. Численность войска оценивается летописью в 50 тыс.чел.
Ростиславичи избрали другую стратегию, нежели Мстислав Изяславич в 1169 году. Они не стали защищать Киев. Рюрик заперся в Белгороде, Мстислав в Вышгороде со своим полком и полком Давыда, а сам Давыд поехал в Галич просить помощи у Ярослава Осмомысла. Всё ополчение осадило Вышгород, чтобы взять в плен Мстислава, как приказал Андрей. Мстислав принял первый бой в поле перед началом осады и отступил в крепость. Спустя 9 недель осады Ярослав Изяславич, чьи права на Киев не признали Ольговичи, получил такое признание от Ростиславичей, двинул волынские и вспомогательные галицкие войска на помощь осаждённым. Узнав о приближении противника, огромное войско осаждавших стало беспорядочно отступать. Мстислав совершил успешную вылазку. Многие, переправляясь через Днепр, утонули. «Так-то, — говорит летописец, — князь Андрей какой был умник во всех делах, а погубил смысл свой невоздержанием: распалился гневом, возгородился и напрасно похвалился; а похвалу и гордость дьявол вселяет в сердце человеку». Киевским князем стал Ярослав Изяславич. Но на протяжении последующих лет ему, а затем и Роману Ростиславичу пришлось уступить великое княжение Святославу Всеволодовичу черниговскому, с помощью которого после гибели Андрея во Владимире утвердились младшие Юрьевичи.

## Результаты

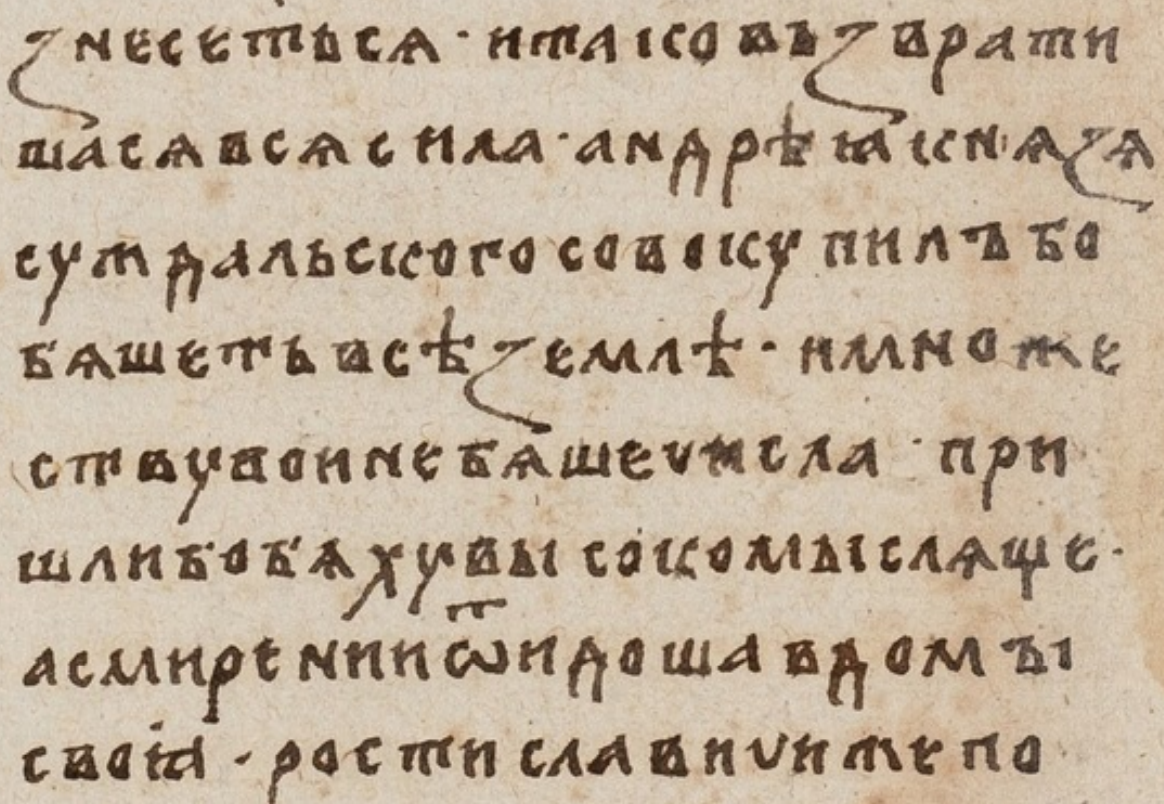
«И вот все силы Андрея, князя суздальского, вернулись. Он собрал всю землю, несметное множество воинов. Они пришли с гордостью, а уходили в свои дома со смирением.» –Киевская летопись.

Бесславный поход на Киевщину, по выражению академика Рыбакова Б. А., ускорил трагическую развязку, то есть стал одной из причин убийства Андрея Боголюбского боярами в 1174 году. Дальнейшие события показали наличие во Владимиро-Суздальском княжестве двух влиятельных групп с резко различающимися политическими позициями.